# Shimamo
しまもは、日本のシンガーソングライターである。宮城県出身。弾き語りアーティストでTikTokのフォロワー数が日本1位。(2025年4月現在)。YouTube・Twitter・TikTokなどのSNS総フォロワー数が計270万人を超え、Z世代を中心に支持を集める。SUMMER SONIC 2019、YouTube Music Weekendなどの大型イベントに出演する一方、YouTube LIVEなどの生配信で視聴者リクエストの即興弾き語りなど、多方面で活動。代表曲「YOU」はTikTokで6億回超の再生。「TikTok Spotlight Audition」優勝。「Billboard TikTok年間楽曲ランキング2019」2位獲得。

## 概要
高校生の頃より仙台市を中心にベース、キーボードなどを演奏するバンド活動を続けており、ピアノ20年以上、ベース約7年の楽器経験を持つ。2015年8月よりSHOWROOMやツイキャス等のネット配信を開始し、注目を集め、2017年より活動の場をYouTubeに移動させる。YouTube上にて「リクエスト即興弾き語り」を毎日継続的に配信しており「YouTubeライブ配信の女王」と呼ばれていた。

## 経歴
- 2015年
  - 8月 - SHOWROOM[2]、ツイキャス[3]等でのライブ配信を開始。
  - 8月27日、MESELLBA PROJECTに参加、ライブに初出演した。
  - 10月 - SHOWROOMで行われた「藤井丈司プロデュース!オリジナル曲提供、レコーディング&iTunes配信」において、グランプリを受賞し[4]オリジナル曲『白いキセキ』がiTunesにて配信された[5]。

- 2016年
  - 7月 - SHOWROOMで行われた「『ミューサタ』エンディングテーマ獲得オーディション」[6]にてグランプリに選ばれ[7]、10月より同番組のエンディング曲として『YOU』が使われた[1]。

- 2017年
  - 1月11日 - デビューシングル『白いキセキ』(MSBP-001) をリリース[8]、オリコン週間 シングルランキング 44位にランクイン[9]した。
  - 4月 - YouTube Liveにてライブ配信を開始、リクエストに応じた楽曲を即興で弾き語る内容を、ほぼ毎日実施している。
  - 8月 - 日本テレビ系列の24時間テレビ放送日に、24時間生配信を実施した[10]。
  - 9月 - 方南町 Mboxxにて初のワンマンライブを開催[1]。同年12月2日にも開催、2018年2月より毎月1回、ワンマンライブを開催している。
  - 10月10日 - Koboパーク宮城にて、東北楽天ゴールデンイーグルスの試合開始前に国歌斉唱を行った[1]。

- 2018年
  - 6月24日 - 日本橋三井ホールにてワンマンライブを開催、この様子はフジテレビによって密着取材が行われ、7月20日のプライムニュース イブニングで放送された[11][12]。
  - 8月 - 2017年に続き、日本テレビ系列の24時間テレビ 「愛は地球を救う」放送日に、24時間生配信を実施した。
  - 10月3日 - 初のミニ・アルバム 『shimamo』(POCS-1735)をリリース、ユニバーサルミュージックよりメジャー・デビューを果たした。オリコン週間アルバムランキング40位に入る[13]。
  - 10月 - 初となる全国ツアーを仙台、大阪、名古屋、東京にて開催した[14]。
  - 10月・11月 - 毎日放送制作の『プレバト!!』エンディング曲として、『セツナdays』が採用された[15]。他、毎日放送『でいりぃ げっと。』『MM-TV』でもMVが放送された。

- 2019年
  - SUMMER SONIC 2019 TikTok spotlight ステージに出演。
  - 「TikTok Spotlight Audition」優勝。
  - 「Billboard TikTok年間楽曲ランキング2019」で2位を獲得。
- 2020年
  - 3月9日 - 2nd Album「super shimamo」をリリース[16]。
  - 3月16日 - Mt.RAINIER HALL SHIBUYA PLEASURE PLEASUREにてホールワンマンライブ開催[17]。
- 2021年
  - 5月 -   しまも初の6大都市TOUR「しまもわーるど2021」を福岡、札幌、東京、大阪、名古屋、仙台にて開催した。
  - 7月 -   YouTubeが主催するYouTube Music Weekendに出演。
- 2022年
  - 1月 -   TikTokのフォロワー数が100万人を突破。
  - 2月 -  「シンシアリー」を配信リリース。
  - 4月 -   TikTokのフォロワー数が150万人を突破。
  - 7月 -  「泣き笑い愛」を配信リリース。

- 2023年　
  - 1月 -  TikTokのフォロワー数が180万人を突破。
  - 4月 -  「甘恋」を配信リリース。恋する♥週末ホームステイの挿入歌に抜擢。
  - 6月3日 - SAKAE SP-RINGに出演。
  - 10月1日 - 地元宮城県のライブサーキット MEGA☆ROCKS 2023 に出演[18]。

- 2024年　
  - 1月 -  「瞼を染めて」を配信リリース。
  - 4月7日 -  tbcテレビ65周年 tbc桜まつり2024に出演。
  - 4月 -  「ヒナゲシ」を配信リリース。
  - 6月2日 - SAKAE SP-RINGに出演。

## ディスコグラフィ

### ミニ・アルバム
|                | 販売日         | タイトル      | 規格品番    | オリコン 最高位 |  |
| PONY CANYON    | PONY CANYON    | PONY CANYON   | PONY CANYON | PONY CANYON     |  |
| -------------- | -------------- | ------------- | ----------- | --------------- |  |
| 1st            | 2018年10月03日 | shimamo       | POCS-1735   | 40位            |  |
| shimamo Record |                |               |             |                 |  |
| 2nd            | 2020年3月9日   | super shimamo |             |                 |  |

### シングル
|                | 発売日        | タイトル                  | 規格品番    | オリコン 最高位 |
| PONY CANYON    | PONY CANYON   | PONY CANYON               | PONY CANYON | PONY CANYON     |
| -------------- | ------------- | ------------------------- | ----------- | --------------- |
| 1st            | 2017年1月11日 | 白いキセキ                | MSBP-001    | 44位            |
| shimamo Record |               |                           |             |                 |
| 2nd            | 2019年4月3日  | イニミニ/チャックシメゾウ | SMRS-1002   | 46位            |

## 配信楽曲
| リリース日 | リリース日 | 楽曲名                   |                              |
| ---------- | ---------- | ------------------------ | ---------------------------- |
| 2016年     | 10月5日    | YOU                      | ストリーミング・ダウンロード |
| 2019年     | 8月23日    | Don't worry              | ストリーミング・ダウンロード |
|            | 12月10日   | 君に出逢えて             | ストリーミング・ダウンロード |
| 2020年     | 8月28日    | ホームメイド             | ストリーミング・ダウンロード |
|            | 9月25日    | ジャックランタン         | ストリーミング・ダウンロード |
|            | 10月23日   | ツーアウトロマンス       | ストリーミング・ダウンロード |
|            | 11月27日   | 好きになってよかったな   | ストリーミング・ダウンロード |
|            | 12月25日   | 二面性スターライト       | ストリーミング・ダウンロード |
| 2021年     | 2月26日    | 百満開花                 | ストリーミング・ダウンロード |
|            | 4月9日     | ガンバラナイ             | ストリーミング・ダウンロード |
|            | 5月14日    | 好きになれ               | ストリーミング・ダウンロード |
|            | 7月16日    | ふたりきりルームシアター | ストリーミング・ダウンロード |
| 2022年     | 2月18日    | シンシアリー             | ストリーミング・ダウンロード |
|            | 7月22日    | 泣き笑い愛               | ストリーミング・ダウンロード |
|            | 11月18日   | ミューシック             | ストリーミング・ダウンロード |
| 2023年     | 1月27日    | 優しい恋人               | ストリーミング・ダウンロード |
|            | 4月7日     | 甘恋                     | ストリーミング・ダウンロード |
|            | 7月21日    | 天悪                     | ストリーミング・ダウンロード |
|            | 10月6日    | 恋だとは                 | ストリーミング・ダウンロード |
|            | 12月1日    | 天悪(Remix)              | ストリーミング・ダウンロード |
| 2024年     | 1月19日    | 瞼を染めて               | ストリーミング・ダウンロード |
|            | 4月19日    | ヒナゲシ                 | ストリーミング・ダウンロード |
|            | 6月28日    | 瞼を染めて               | ストリーミング・ダウンロード |
|            | 10月11日   | season of you            | ストリーミング・ダウンロード |
| 2025年     | 7月4日     | happy turn               |                              |